# Epaphroditus conspicuus
Epaphroditus conspicuus là một loài ruồi trong họ Asilidae. Epaphroditus conspicuus được Wulp miêu tả năm 1872. Loài này phân bố ở miền Australasia.